# Petr Suchoň
Petr Suchoň (* 7. května 1984 Zlín) je český televizní moderátor.

## Životopis
Narodil se v květnu 1984 ve Zlíně, tehdy zvaném Gottwaldov, původem je z Čeladné. Absolvoval studium chemického a procesního inženýrství na Univerzitě Tomáše Bati ve Zlíně. Během studia však pracoval v Radiu Čas, později působil na Frekvenci 1 a odstěhoval se do Prahy. V roce 2008 začal pracovat v televizi Nova jako moderátor sportovní rubriky, posléze sportovních novin a později se na stanici stal moderátorem hlavních zpráv, které moderoval mj. s Renátou Czadernovou.
V říjnu 2020 se dostal do pozornosti médií poté, co v hlavních zprávách při rozhovoru s Milanem Kubkem na Kubka opakovaně slovně zaútočil. Po incidentu TV Nova stáhla Suchoně z obrazovek, načež se Suchoň za své jednání omluvil. V květnu 2021 mu byl stanicí ukončen pracovní poměr.
V srpnu 2021 začal Suchoň moderovat pořad Nový den na stanici CNN Prima News a téhož měsíce se na televizních obrazovkách pomyslně usmířil s Milanem Kubkem. V prosinci 2021 se stal moderátorem Hlavních zpráv. V říjnu 2023 se v souvislosti s reportáží o týrání dětí ve vysílání hlavních zpráv rozplakal.
Během života měl několik partnerek. V lednu 2018 se oženil s tenistkou Klárou Koukalovou. V červenci 2021 se páru narodil syn Sebastian.